# Volyň

Mapa historických území Ukrajiny

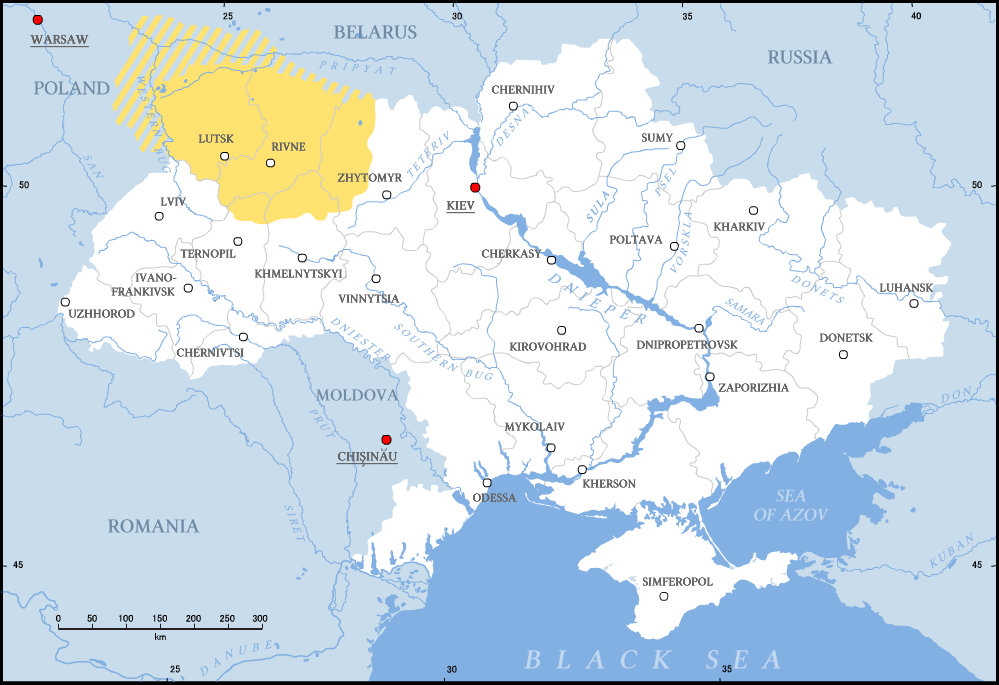
Volyň na mapě Ukrajiny

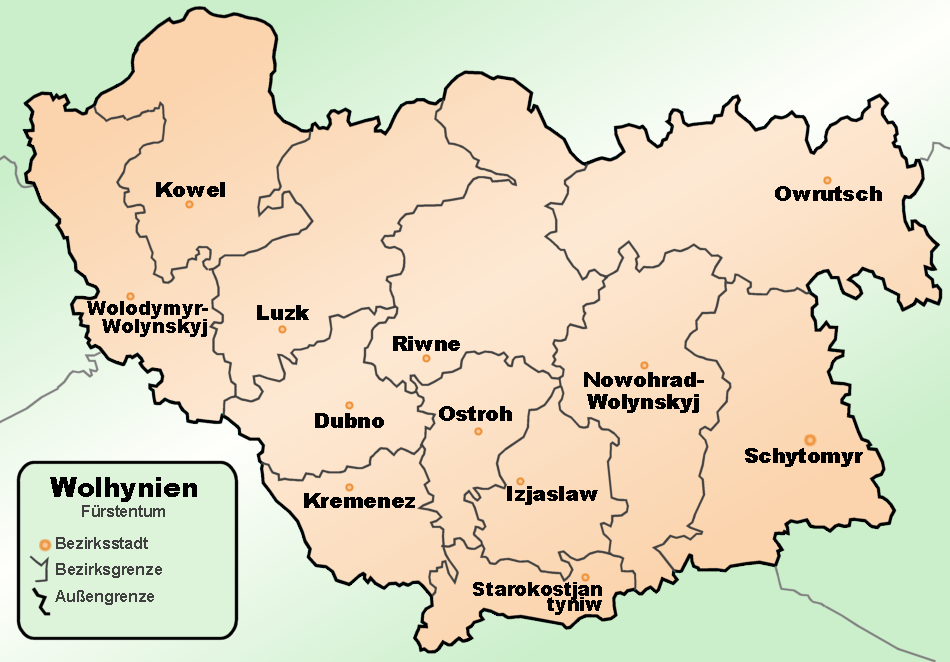
Mapa Volyně

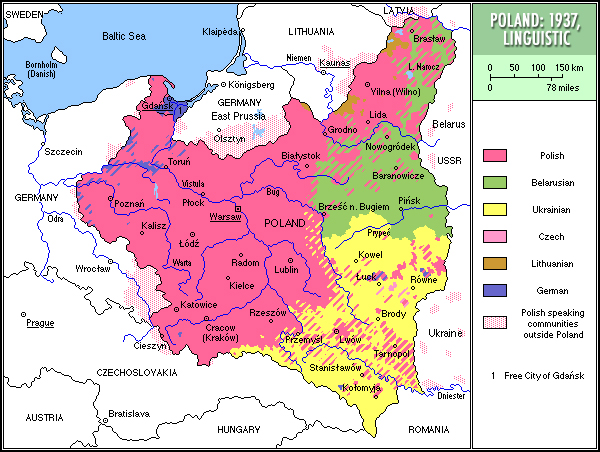
Volyň v letech 1921–1939 jako součást Polska

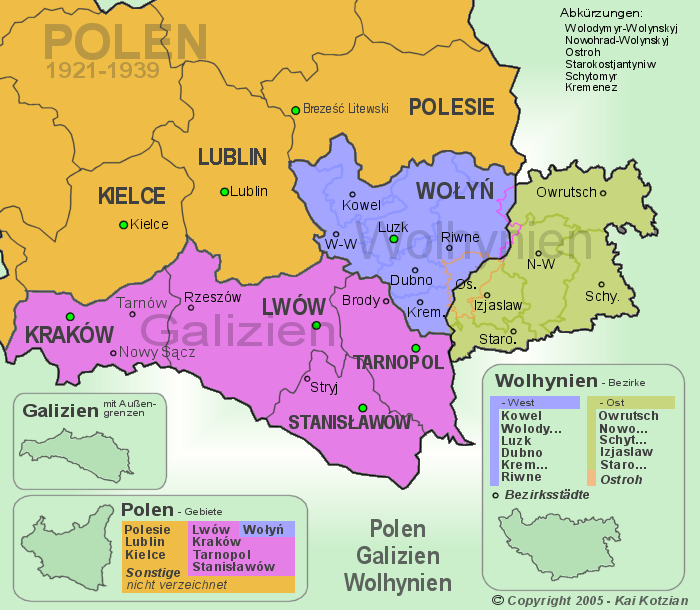
Detail mapy Polska v letech 1921–1939

Volyň (ukrajinsky Волинь, Volyň, polsky Wołyń, rusky Волынь, Volyň, starším názvem též Vladimiř nebo Ladoměř, latinsky pak Lodomeria) je označení pro historickou oblast na dnešní severozápadní Ukrajině. Leží mezi řekami Pripjať a Západní Bug, severně od Haliče a Podolí. Je jedním z prvních území osídlených Slovany.

## Geografie
S územím historické Volyně se dnes přibližně překrývají Volyňská a Rovenská oblast, většina Žytomyrské oblasti a sever Ternopilské a Chmelnycké oblasti na Ukrajině. Celkem jde o území s rozlohou okolo 70 000 km² (o něco méně než Česko). Někdy k němu bývá počítána také malá část Polska (okolí města Chełm). Sever Volyně při hranicích s Běloruskem se částečně překrývá s regionem Polesí; jejich hranice nejsou pevně určeny.
Povrch je převážně rovinatý či mírně zvlněný a z velké části zalesněný. Území se svažuje od jihu, kde se zvedají Kremenecké hory (max. 409 m n. m.), k severním bažinatým oblastem podél řek Bugu, Pripjati a dolních toků řek Styr, Sluč a Horyň. Sever Volyně (resp. Polesí) je bohatý na jezera; největší z nich je Sviťaz ve skupině Šackých jezer.
Významná města jsou: oblastní Žytomyr (278 000 obyv.), Rovno (248 000), Luck (217 000) a dále zejména Zvjahel, Šepetivka, Kovel, Volodymyr (Vladiměř), Dubno, Kremenec a další.

## Historie

Znak současné Volyňské oblasti

### Raná historie
Volyň byla osídlena již v době kamenné, ale za předky současného obyvatelstva regionu jsou považováni Venetové. V 1.–2. století našeho letopočtu jsou Venetové zmíněni v dílech Plinia Staršího, Claudia Ptolemaia, Publia Cornelia Tacita a historika Jordana. Historik Publius Cornelius Tacitus považoval Venety za přímé předky Slovanů. Podle Tacita žili Venetové na severu a východě Karpat; na východ od Lugiů, Gótů a Estů a na sever od Sarmatů na dolním toku Dunaje.
Venetové museli vést válku proti Římu. Je známo, že římský císař Volusianus (III. století našeho letopočtu) za vítězství nad Venety obdržel titul „Venetský“ vládce. Římané však nedokázali získat nadvládu nad Venety. Následná invaze Hunů do Evropy v roce 375 způsobila velké stěhování národů. Mezi Venety vynikali Sklavinové, kteří se usadili na území Ukrajiny, Slovenska, České republiky, Polska a Anti, kteří se usadili v Dněpru.

### Středověk
Mezi léty 1119 až 1349 byla Volyň významnou součásti Haličsko-volyňského knížectví (jednoho z nástupnických států Kyjevské Rusi). Po rozdělení Haličsko-volyňského knížectví v roce 1366 mezi Polské království a Velké knížectví litevské, připadla Volyň Litvě. Po uzavření Lublinské unie se stává součástí Polsko-litevské unie  (1569–1791). Po trojím dělení Polska stala se Volyň součástí Ruského impéria, jehož součástí zůstala až do roku 1918.

### První a druhá světová válka
Po Polsko-sovětské válce připadla Západní Volyň polskému státu (II Rzeczpospolita), který zde zřídil Volyňské vojvodství se sídlem v Lucku, zatímco Východní Volyň se stala součástí SSSR, resp. Ukrajinské SSR. Ještě před druhou světovou válkou, v rámci tzv. konečného řešení české otázky, se s okolím Volyně počítalo jako s destinací pro odsun Čechů z českého území. Dne 17. září 1939 obsadila polskou část na základě paktu Ribbentrop-Molotov Rudá armáda, roku 1941 pak vojska německá. Během druhé světové války byla Volyň významným opěrným bodem Ukrajinské povstalecké armády; kromě osvobozeneckého boje však docházelo také k masakrům civilistů – Poláků, Čechů a Židů, a to jak ze strany Němců, tak ukrajinských nacionalistů a Poláků. Po válce se celá Volyň stala součástí Sovětského svazu (1944–1991). Od roku 1991 je Volyň součástí samostatné Ukrajiny.

## Kultura a náboženství

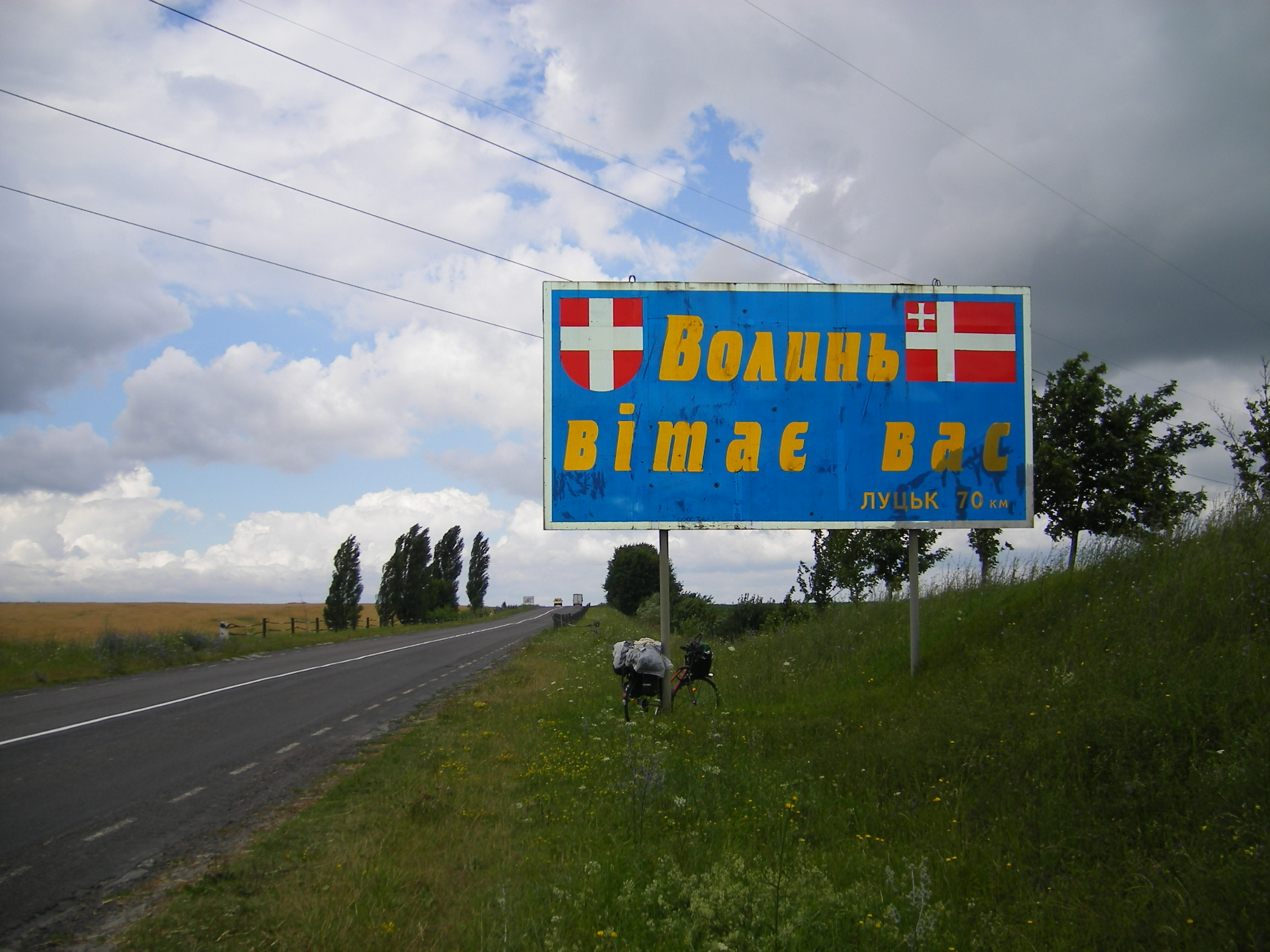
„Volyň vás vítá“

V rámci Ukrajiny představuje Volyň spíše venkovský region s bohatou historií, kulturou a silně zakořeněným ukrajinským folklórem, na který ve svých dílech navazovala nejznámější ukrajinská spisovatelka Lesja Ukrajinka. Dosud zde existuje česká, polská, židovská a běloruská národnostní menšina a komunita římských katolíků (Luck a Žytomyr jsou sídly diecézí). Na rozdíl od převážně řeckokatolické Haliče je Volyň výrazně pravoslavnou zemí; nachází se zde i jeden z nejvýznamnějších monastýrů na Ukrajině – Počajivská lávra.